# Непобедимите 2
„Непобедимите 2“ (на английски: The Expendables 2) е американски екшън филм от 2012 г. на режисьора Саймън Уест по сценарий на Ричард Уенк и Силвестър Сталоун, а сюжетът е на Кен Кауфман, Дейвид Агосто и Уенк. Музиката е композирана от Брайън Тайлър. Той е продължение на „Непобедимите“ (2010) и е вторият филм от едноименната поредица. Във филма участват Силвестър Сталоун, Джейсън Стейтъм, Джет Ли, Долф Лундгрен, Чък Норис, Тери Крюз, Ранди Кутюр, Лиам Хемсуърт, Жан-Клод Ван Дам, Брус Уилис, Арнолд Шварценегер и други.
Филмът излиза в Европа на 16 август 2012 г. и в Северна Америка на следващия ден. Второто продължение на поредицата – „Непобедимите 3“, излиза на 15 август 2014 г.

## Актьорски състав
| Изпълнител         | Роля                  |
| ------------------ | --------------------- |
| Силвестър Сталоун  | Барни Рос             |
| Джейсън Стейтъм    | Лий Кристмас          |
| Джет Ли            | Ин Янг                |
| Долф Лундгрен      | Гънър Дженсън         |
| Чък Норис          | Букър Самотният вълк  |
| Тери Крюз          | Хейл Цезар            |
| Ранди Кутюр        | Тол Роуд              |
| Лиам Хемсуърт      | Били Тимънс – Хлапето |
| Скот Адкинс        | Хектор                |
| Ю Нан              | Агент Маги Чан        |
| Жан-Клод Ван Дам   | Жан Вилейн            |
| Брус Уилис         | Агент Чърч            |
| Арнолд Шварценегер | Трент (Тренч) Маус    |
| Каризма Карпентър  | Лейси                 |
| Аманда Оомс        | Пилар                 |

## Филми от поредицата за „Непобедимите“
Поредицата „Непобедимите“ включва 4 филма:
- „Непобедимите“ (2010)
- „Непобедимите 2“ (2012)
- „Непобедимите 3“ (2014)
- „Непобедимите 4“ (2023)